# Ante Milicic
Ante Milicic (* 4. April 1974 in Sydney) ist ein ehemaliger australischer Fußballspieler kroatischen Ursprungs, der gegenwärtig Trainer der chinesischen Fußballnationalmannschaft der Frauen ist. Außerdem war er Nationalspieler seines Landes.

## Karriere
Nach erfolgreichem Absolvieren des Australian Institute of Sport spielte Milicic ab 1992 bei Sydney Croatia in der National Soccer League (NSL). Ein Jahr später wechselte er zu Canberra Deakin, ehe er im gleichen Jahr zu Croatia zurückkehrte, das mittlerweile in Sydney United umbenannt wurde. Hier war er von 1993 bis 1997 aktiv und erzielte in 114 Ligaspielen 39 Tore.
1997 folgte seine erste Profistation in Europa, er unterschrieb einen Vertrag beim niederländischen Club NAC Breda. 1999 wechselte er nach Kroatien zu NK Rijeka, im Sommer 2001 kehrte er zu Sydney United zurück. In den folgenden drei Jahren spielte Milicic bei Sydney Olympic, mit denen er 2002 Meister wurde und als beste Spieler des Finals die Joe Marston Medal erhielt, und Parramatta Power in Australien sowie in Malaysia bei Pahang FA. Nach der Saison 2003/04 wurde er australischer Torschützenkönig und Australiens Fußballer des Jahres. 2004 folgte erneut ein Engagement bei Sydney United.
Mit der australischen Nationalmannschaft gewann Milicic 2004 die Ozeanische Fußballmeisterschaft durch 5:1- und 6:0-Finalsiege gegen die Salomonen. Insgesamt bestritt er zwischen 2002 und 2005 sechs Länderspiele und erzielte dabei fünf Tore.
2005 spielte er bei den Newcastle United Jets in der neugeschaffenen nationalen Profiliga, der A-League, Milicic war der erste Spieler, dem ein Hattrick in der A-League gelang: am 4. November 2005 schoss er drei Tore beim Spiel gegen New Zealand Knights. 2006 bis 2008 spielte er bei Queensland Roar. 2008 wechselte er zu Shahzan Muda in Malaysia.
2009 war er Spielertrainer bei Sydney United und führte den Verein zur Meisterschaft in der New South Wales Premier League.
Von 2010 bis 2012 war er Assistenztrainer bei der A-League-Franchise Melbourne Heart. 2012 übernahm er dieselbe Funktion bei der neugegründeten Franchise Western Sydney Wanderers FC
Am 18. Februar 2019 wurde er als neuer Trainer der australischen Fußballnationalmannschaft der Frauen vorgestellt. Milicic legte das Amt bei den Matildas im Juli 2020 nieder, nachdem er das Angebot des neuen A-League-Franchises Macarthur FC erhalten hatte, dessen erster Trainer zu werden.

## Erfolge
- OFC-Nationen-Pokalsieger 2004
- Australischer Meister 2002
- Joe Marston Medal: 2002
- Johnny Warren Medal: 2004
- Australischer Torschützenkönig 2004 (20 Tore)